# Box Tunnel

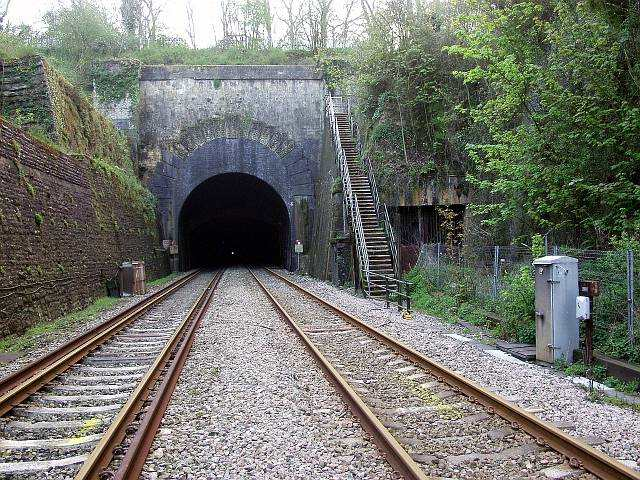
Ostportal

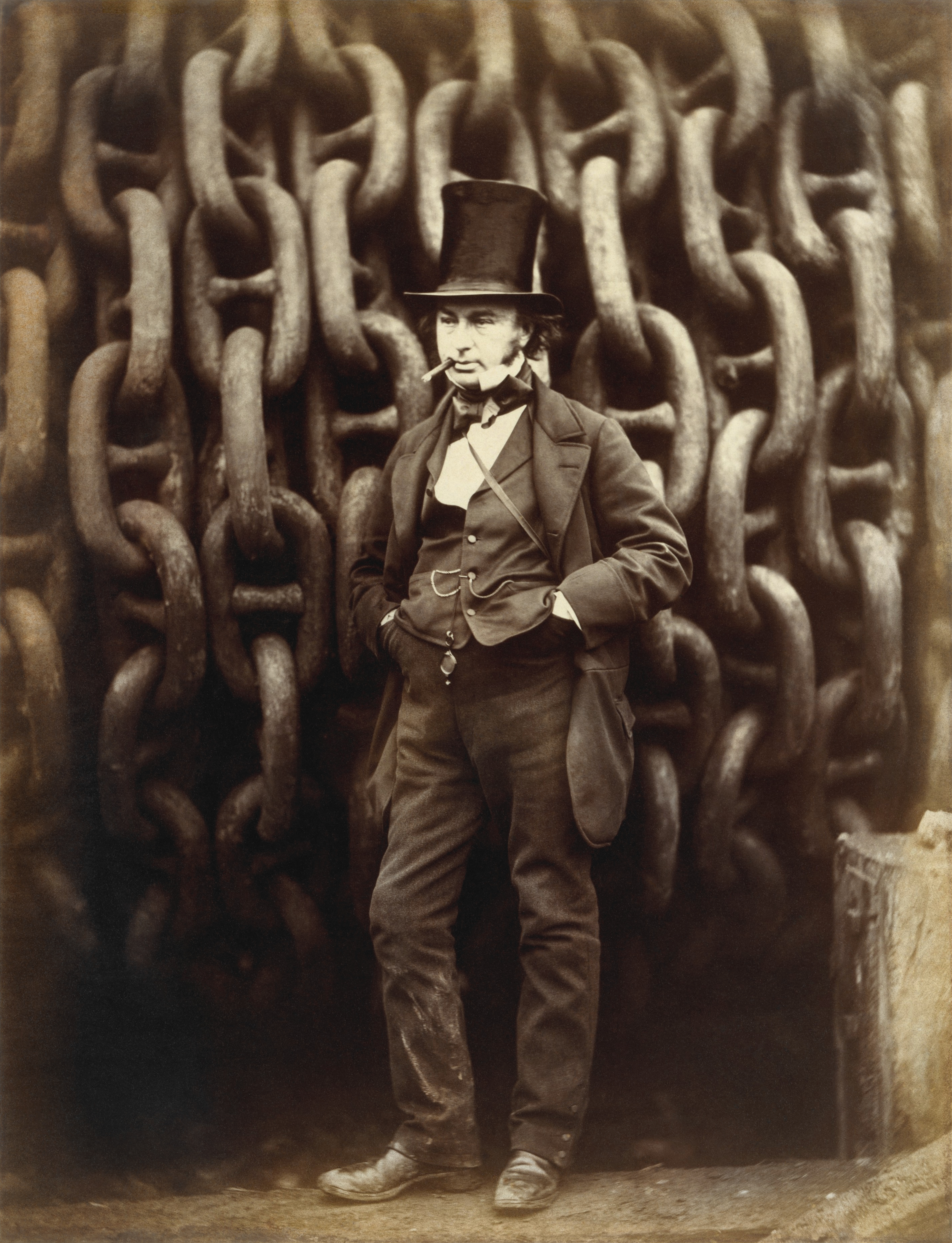
Erbauer des Box Tunnels: Isambard Kingdom Brunel

Der Box Tunnel ist ein 2,9 km langer Eisenbahntunnel aus der Frühzeit der Geschichte der Eisenbahn auf der Bahnstrecke London–Bristol zwischen Chippenham und Bath, in der Nähe des Ortes Box, zeitweise auch Box Hill, in der Kilometrierung zwischen 99 stat.mi. 12 ch und 100 stat.mi. 78 ch.

## Bau
Der Tunnel wurde von Isambard Kingdom Brunel geplant und gebaut. Dabei soll er den Tunnel so anlegen lassen haben, dass die Sonne am 9. April, seinem Geburtstag, durch den ganzen Tunnel scheint; diese These ist allerdings umstritten. Der Tunnel weist vier Ventilationsschächte auf und hat von Osten nach Westen ein Gefälle von einem Prozent.
Brunel führte in den Jahren 1836 und 1837 acht Erkundungsbohrungen durch, um die Gesteinsqualität zu untersuchen. Die eigentlichen Bauarbeiten begannen im Dezember 1838 in sechs voneinander getrennten Bereichen: an den beiden Tunnelportalen sowie am Fuße der vier zukünftigen Ventilationsschächte. Die Arbeiter, das Baumaterial sowie der Abraum von insgesamt 189.000 m³ wurden mit dampfbetriebenen Winden sowie mit Pferdekraft die Schächte hinauf- und hinunterbefördert.
Die Tunnellänge stieß sowohl auf technische als auch auf betriebliche Bedenken. Der westliche Teil des Tunnels wurde, wie auch beim Bau von Schifffahrtskanälen, mit Picke und Schaufel gegraben und dann mit Ziegeln ausgekleidet. Der östliche Teil des Tunnels wurde mit Schwarzpulver herausgesprengt.
Der Tunnel musste aus dem anstehenden Gestein herausgehauen werden, da Dynamit, das bei den großen Tunnelbauten am Ende des 19. Jahrhunderts eingesetzt wurde, noch nicht zur Verfügung stand. Betriebliche Bedenken ergaben sich wegen der Abgase der Dampflokomotiven sowie medizinische Bedenken hinsichtlich der Verträglichkeit für Fahrgäste: Kritische Stimmen befürchteten, dass die Fahrgäste im Tunnel taub würden.
Die Arbeiten wurden rund um die Uhr in mehreren Schichten durchgeführt. Anfangs waren 1.500 Arbeiter und über 100 Pferde beschäftigt, diese Zahl erhöhte sich in den letzten sechs Monaten vor Vollendung des Tunnels auf 4.000 Arbeiter und 300 Pferde. Die Bauarbeiten erwiesen sich als schwierig. Gleich zu Anfang traten Probleme auf, da die Baustelle überflutet wurde. Insgesamt dauerte der Tunnelbau fünf Jahre und fast 100 Arbeiter kamen dabei ums Leben. Als die beiden Vortriebsstrecken aufeinander trafen, betrug die Abweichung lediglich 5 cm. Die Arbeiten wurden im Frühling 1841 beendet und am 30. Juni 1841 wurde die Eisenbahnlinie eröffnet. Damals war der Box Tunnel der längste Eisenbahntunnel der Welt.
An der Westseite des Tunnels im Bereich Box befindet sich am Eingang ein monumentales Portal, während die östliche Öffnung des Tunnels bei Corsham schlichter gehalten ist.

## Steinbruch
Ein einträglicher Nebeneffekt des Tunnelbaus war die Erschließung großer Vorkommen gelben oolithischen Kalksteins (Bath Stone) aus dem Jura, der für das Bauwesen hoch geeignet war. Riesige unterirdische Steinbrüche wurden zwischen Box Hill und Corsham, vom Tunnel abzweigend, unterirdisch angelegt. Von dort wurden die Steine mit Karren aus den Steinbrüchen zum Tunnel und mit einer Schmalspureisenbahn entlang der Bahnlinie im Tunnel weitertransportiert. Am Ende des Tunnels bei Corsham gab und gibt es einen separaten Ausgang für diese Bahn. Mit der Möglichkeit, die Steine per Eisenbahn weiter zu transportieren, konnte eine Vielzahl von Städten und damit ein großer Markt erreicht werden. So wurden beispielsweise einige Colleges der Universität Oxford mit Steinen aus Box errichtet. Ihren Höhepunkt erreichte die Steinbruchindustrie zwischen 1880 und 1909, als Millionen Tonnen Kalkstein verkauft wurden. Die Steinbrüche blieben bis 1969 geöffnet.

## Militärische Nutzung
Die durch den Steinabbau entstandenen Höhlen wurden im Zweiten Weltkrieg genutzt, um Munition zu lagern und eine Fabrik für Flugzeugmotoren unterzubringen. Alleine die unterhalb des Hartham Park liegenden unterirdischen Steinbrüche umfassen eine Fläche von 8 Quadratmeilen (ca. 20,72 km²). In ihnen war die Royal Navy stationiert. Ein Teil davon wird seit dem Mai 2010 wieder von einer britischen Tochter der HeidelbergCement AG als Steinbruch genutzt.
Ein Nachrichtenzentrum wurde hier ebenfalls eingerichtet, das durch Schächte mit einem darüber liegenden Luftwaffenstützpunkt verbunden war. Um diese Einrichtungen zu bedienen, wurde ein unterirdischer Bahnhof mit zwei Bahnsteigen angelegt. Im Kalten Krieg wurde die Anlage atombombensicher ausgebaut. Sie war von London aus leicht erreichbar und als Kommandozentrum und Schutzraum für die Regierung und die königliche Familie im Falle eines Nuklearkrieges vorgesehen (Central Government War Headquarters). In dem Höhlensystem befinden sich – wenn auch im Umfang reduziert – weiterhin Einrichtungen des Militärs.